# 公庄站 (日本)
公庄站（日语：／ Gujō eki */?）是位於京都府福知山市大江町公庄，WILLER TRAINS（京都丹後鐵道）的宮福線車站。車站編號為F6。福知山市鐵道使用增進協議會定此站的愛稱為「渡船場之里站」，該愛稱取自車站鄰近由良川上設有乘船處。

## 歷史
在1970年代前，於宮福線車站西邊曾經設有北丹鐵道的公庄站（1971年暫停營運，1974年廢除）。
- 1988年（昭和63年）7月16日 - 宮福鐵道（現時：北近畿丹後鐵道）宮福線開通，此站啟用[1]。
- 2015年（平成27年）4月1日 - 由WILLER TRAINS接管車站，成為京都丹後鐵道宮福線車站。

## 車站構造
車站是一座地面車站，設有1面1線單式月台，宮津方向的列車會開啟左邊車門。前往福知山方向和宮津方向的列車使用同一月台。由於車站沒有轉轍器和絶對信號機，因此被定義為停留所。月台是建設在路堤上。
此站是無人車站，沒有車站大樓和自動售票機。車站出入口設有樓梯連接月台。此站設有小規模的站前廣場。

## 使用狀況
以下為近年1日平均乘車人次列表：
| 乘車人次變化 | 乘車人次變化    |
| 年度         | 1日平均乘車人次 |
| ------------ | --------------- |
| 1999         | 33              |
| 2000         | 33              |
| 2001         | 30              |
| 2002         | 27              |
| 2003         | 25              |
| 2004         | 22              |
| 2005         | 22              |
| 2006         | 22              |
| 2007         | 22              |
| 2008         | 30              |
| 2009         | 32              |
| 2010         | 31              |
| 2011         | 30              |
| 2012         | 26              |
| 2013         | 20              |
| 2014         | 19              |
| 2015         | 14              |
| 2016         | 11              |
| 2017         | 8               |
| 2018         | 0               |

## 車站周邊
車站西邊設有国道175號，車站東邊設有由良川。
- 公庄簡易郵局 - 西南方100米
- 河西體育館

## 巴士路線
福知山市營巴士 大江巴士 二箇下線
- 經大江站 前往二箇下 （每日5班）

## 相鄰車站
WILLER TRAINS（京都丹後鐵道）
宮福線
- 快速「大江山」4號、5號停車站

下天津（F5）－公庄（F6）－大江（F7）

## 注腳
1. 1 2  曾根悟（日语：曽根悟）（監修）. 朝日新聞出版分冊百科編集部（編集） , 编. . 週刊朝日百科. 14号 神戸電鉄・能勢電鉄・北条鉄道・北近畿タンゴ鉄道. 朝日新聞出版. 2011-06-19: 28 （日语）.
2. ↑   (新闻稿). 福知山市. 2015-03-31  [2015-05-04]. （原始内容存档于2015-05-03） （日语）.
3. ↑  京都府統計書（〜2007年、2014年〜）
4. ↑  福知山市統計書（2008〜2013年）

## 外部連結
- 公庄站 （页面存档备份，存于）（日語） - 京都丹後鐵道